# O sport, ty - mir!
O sport, ty - mir! é um filme de drama soviético de 1981 dirigido e escrito por Yuri Ozerov. Foi selecionado como representante da União Soviética à edição do Oscar 1982, organizada pela Academia de Artes e Ciências Cinematográficas.